# Richard Faulds
Richard Bruce Faulds, född 16 mars 1977 i Guildford, är en brittisk sportskytt.
Han tävlade i olympiska spelen 1996, 2000, 2004, 2008 samt 2012 och blev olympisk guldmedaljör i dubbeltrap vid sommarspelen 2000 i Sydney.